# 사마준 (후한)
사마준(司馬雋, 113년 ~ 197년)은 후한 말기의 태수이다. 자는 원리(元異). 사마량의 아들이며 사마방의 부친, 사마의의 조부, 사마소의 증조부, 서진을 세운 사마염의 고조부이다.

## 생애
키는 8척 3촌이며, 허리띠는 10둘레로 자태가 크고 남달랐다고 한다. 마을 사람들은 그에게 의존하였으며 낙양령 시절 와호(臥虎, 누워 있는 호랑이)라 불리기도 하였다. 이후 영천태수를 지냈으며 197년 사망했고 조위에서 무양정후(舞陽亭侯)로 시호를 내렸다가, 266년 사마염이 서진을 건국하자 영천부군(潁川府君)으로 추존되어 칠묘에 안치되었다.
이후 내손인 동진 원제가 동진을 세워 사마진 황실을 재건한 후, 서진 회제를 복권시키기 위해 영천부군의 묘위(廟位)를 제거하였으나 온교(温峤)의 건의로 묘위를 다시 세웠다.

## 가족
- 부친: 예장부군 사마량
- 아들: 경조부군 사마방
- 손자: 선제 사마의
- 증손: 문제 사마소
- 현손: 무제 사마염